# Massimo Briaschi
Massimo Briaschi, né le 12 mai 1958 à Lugo di Vicenza dans la province de Vicence en Italie, est un footballeur italien, qui jouait au poste d'attaquant.
Son frère, Alberto Briaschi, était également footballeur professionnel.

## Biographie
Il commence sa carrière professionnelle dans son club formateur du Vicence Calcio, grosse équipe de sa province natale. Il y évolue de 1975 à 1982, excepté une parenthèse entre 1979 et 1980 au Cagliari Calcio.
Il part ensuite au Genoa CFC, où il joue durant deux périodes, entre 1982 et 1984 et entre 1987 et 1990. Sa plus grosse période de gloire est lorsqu'il rejoint les géants du nord de la Juventus de Turin dans le Piémont. Entre 1984 et 1987, il remporte durant ces trois saisons chez les bianconeri pas moins de quatre titres.
En 1990, il termine sa carrière à l'AC Prato.

## Palmarès

### Compétitions nationales
- Serie B : 1

L.R. Vicence : 1976-1977
- Serie A : 1

Juventus : 1985-1986

### Compétitions internationales
- Supercoupe de l'UEFA : 1

Juventus : 1984
- Ligue des champions : 1

Juventus : 1984-1985
- Coupe intercontinentale : 1

Juventus : 1985